# Salvatnet
Salvatnet ou Salvatn  est un lac méromictique de Norvège situé dans les municipalités de Fosnes et Nærøy dans le comté de Nord-Trøndelag, dans le landsdel de Trøndelag.